# Immenstadt im Allgäu
Immenstadt im Allgäu, Immenstadt i. Allgäu – miasto w południowych Niemczech, w kraju związkowym Bawaria, w rejencji Szwabia, w regionie Allgäu, w powiecie Oberallgäu. Leży w Allgäu, około 8 km na północny zachód od Sonthofen, nad rzeką Iller, przy drodze B19, B308 i linii kolejowej Lindau (Bodensee) – Augsburg; Oberstdorf – Ulm.
W mieście znajduje się stacja kolejowa Immenstadt.

## Polityka
Burmistrzem miasta jest Armin Schaupp (bezpartyjny), rada miasta składa się z 24 osób.
|      | CSU | SPD | Zieloni | FW | "die Aktiven" | Wählergemeinschaft die Aktiven | Junge Alternative für Immenstadt | Razem |
| 2008 | 9   | 3   | 3       | 2  | -             | 2                              | 5                                | 24    |
| 2002 | 12  | 3   | 3       | 3  | 3             | -                              | -                                | 24    |

## Osoby związane z Immenstadt im Allgäu
- Dennis Endras, hokeista
- Klaus Nomi, piosenkarz
- Jörg Steinleitner, pisarz
- Kamil Szeptycki, aktor

## Galeria

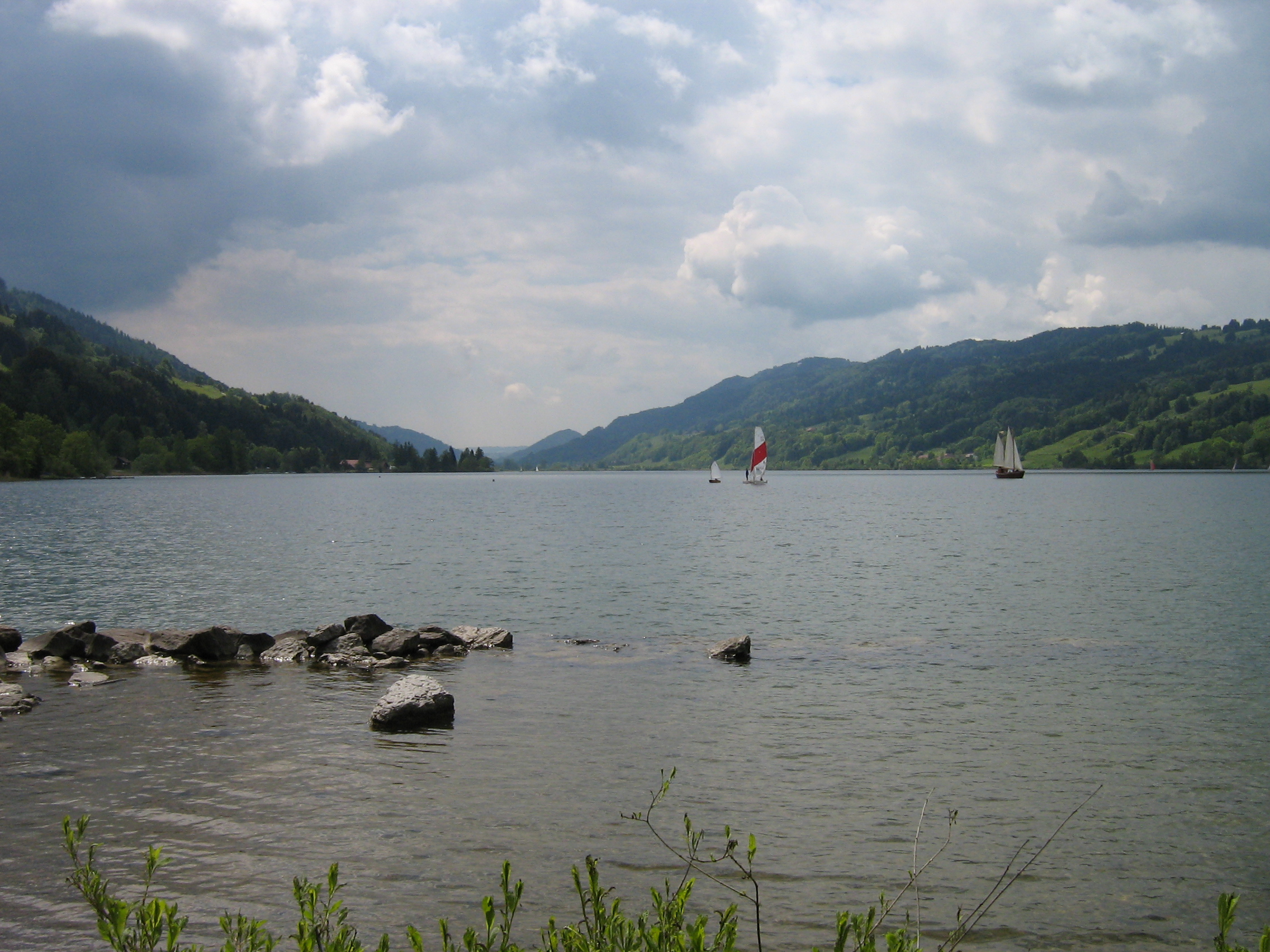
Jezioro Großer Alpsee
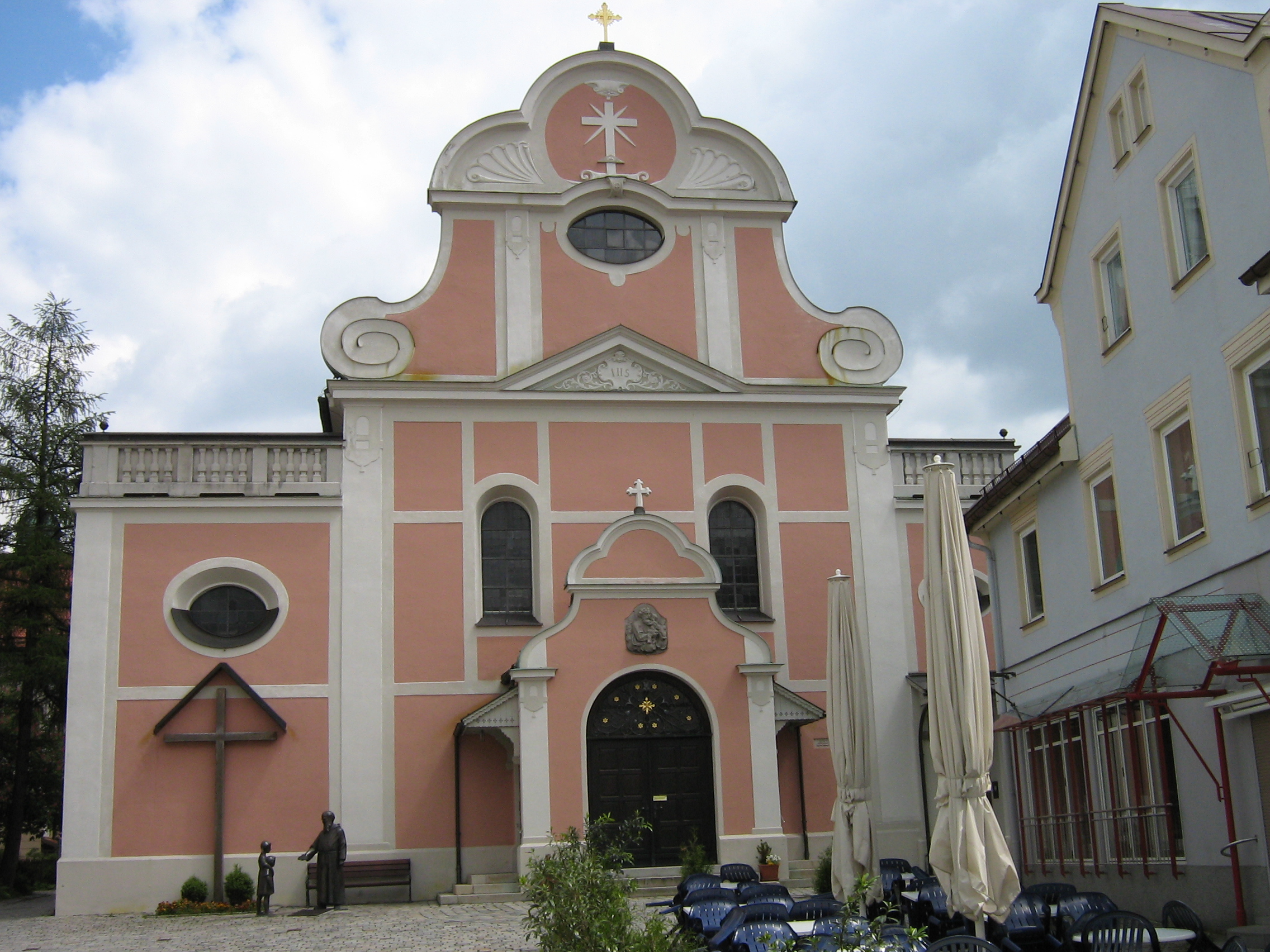
Kościół klasztorny św. Józefa (St. Josef)
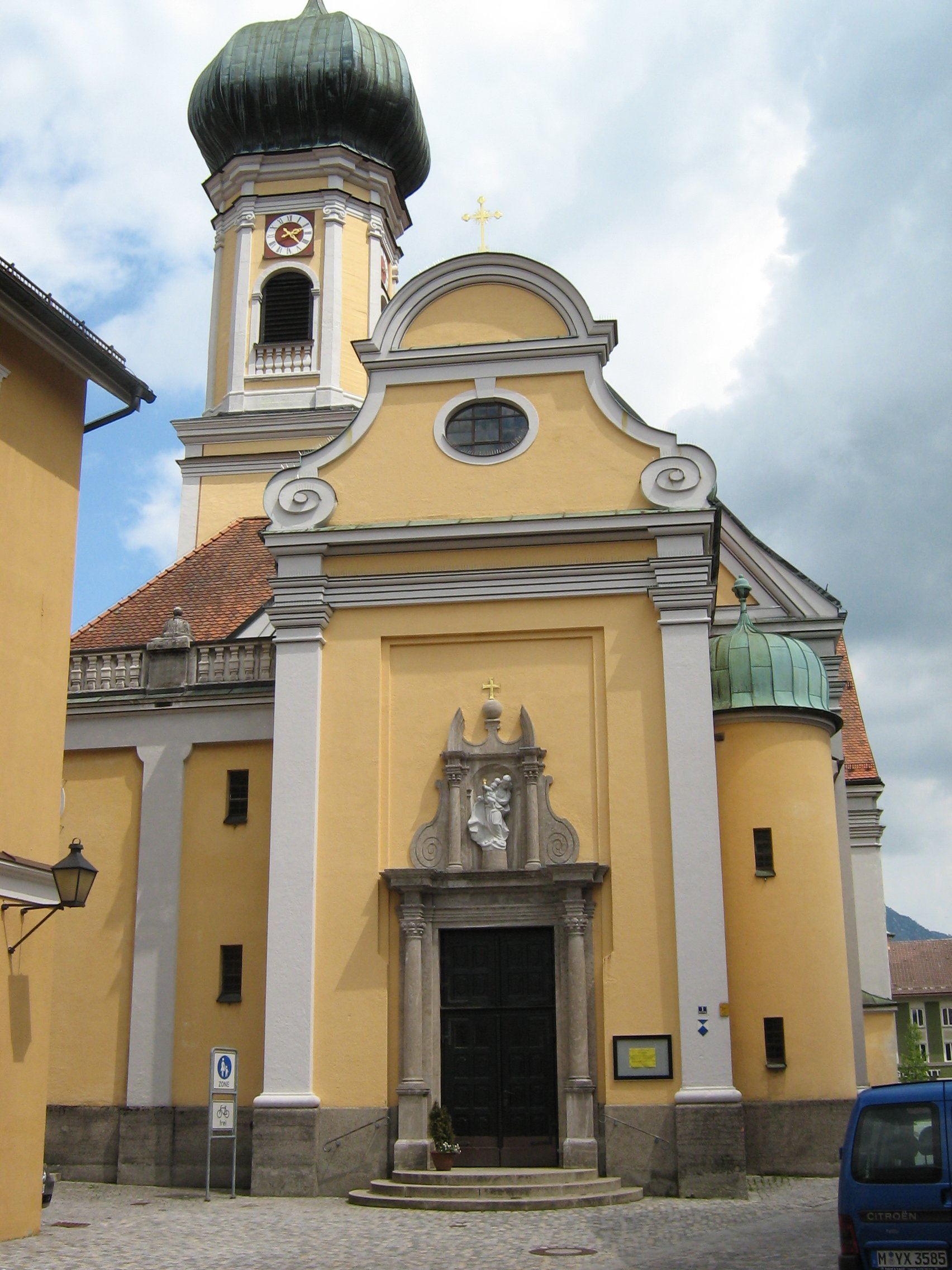
Kościół pw. św. Mikołaja (St. Nikolai)
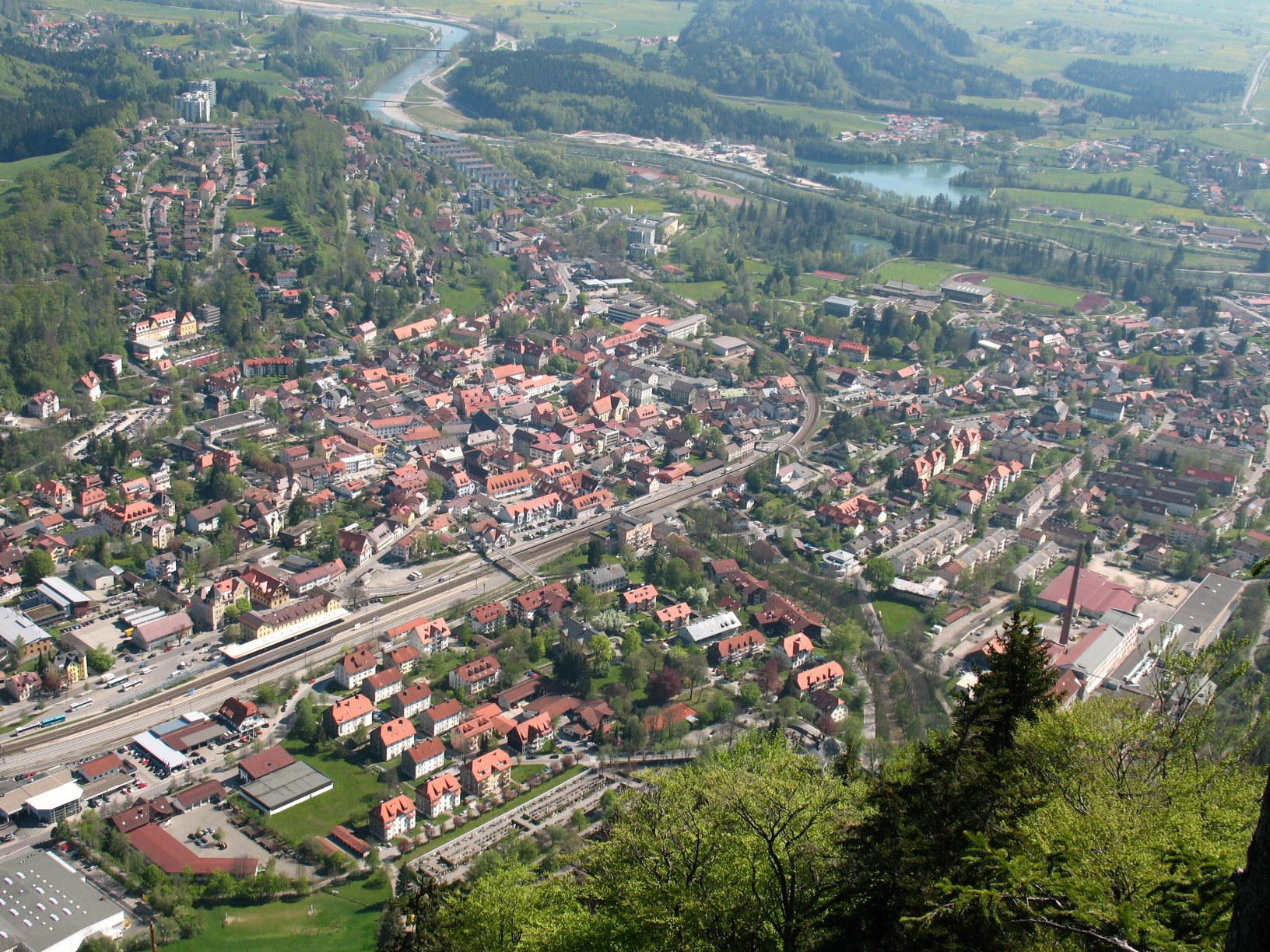
Widok na Immenstadt im Allgäu